# Blatenské knížectví
Blatenské knížectví (slovensky Blatenské kniežatstvo, slovinsky Blatenska kneževina) neboli Dolní Panonie (latinsky Pannonia inferior) bylo slovanské knížectví, které se v polovině 9. století rozprostíralo kolem jezera Balaton, mezi Drávou na jihu, Dunajem na východě, Štýrským Hradcem na západě a přibližně Veszprémem na severu. Podle novějších názorů sem patřilo i území mezi Rábem a Klosterneuburgem. Stolicí knížectví byl Blatnohrad na řece Zale.

## Historie
Blatenské knížectví vzniklo kolem roku 839, kdy ho východofranský král Ludvík II. Němec dal v léno Pribinovi, který předtím absolvoval strastiplnou cestu po střední Evropě poté, kdy ho roku 833 i s družinou vyhnal Mojmír I. z Nitranského knížectví. Roku 847 Pribina knížectví dostal do osobní dědičné držby.
Za vlády Pribinova syna Kocela jej navštívili na své cestě do Říma Cyril a Metoděj a to přispělo spolu s obnovou místního biskupství k většímu kulturnímu významu a samostatnosti knížectví, které se stalo jedním ze středisek slovanské vzdělanosti. Po Kocelově smrti v roce 876 bylo knížectví opět včleněno do Východofranské říše pod vládu Arnulfa Korutanského. V letech 884–894 se knížectví po bitvě na řece Rábě stalo součástí Velkomoravské říše pod vedením Svatopluka. V roce 896 ještě východofranský vládce Arnulf udělil Blatenské knížectví v léno Braslavovi, ale již roku 901 dobyli oblast Maďaři a ta se stala součástí Uher a coby samostatný celek zanikla.

## Mapy

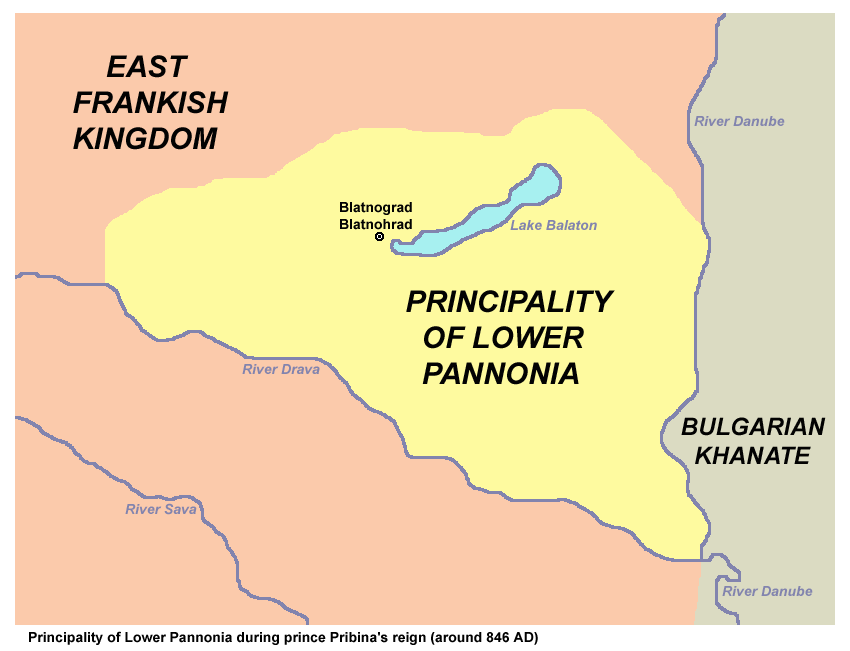
Přibližný rozsah Blatenského knížectví kolem roku 846 s polohou Blatnohradu
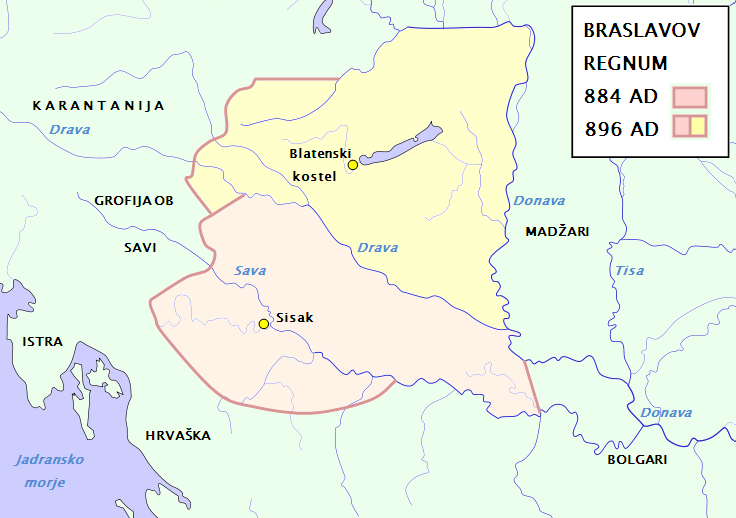
Knížectví za vlády Braslava v roce 896
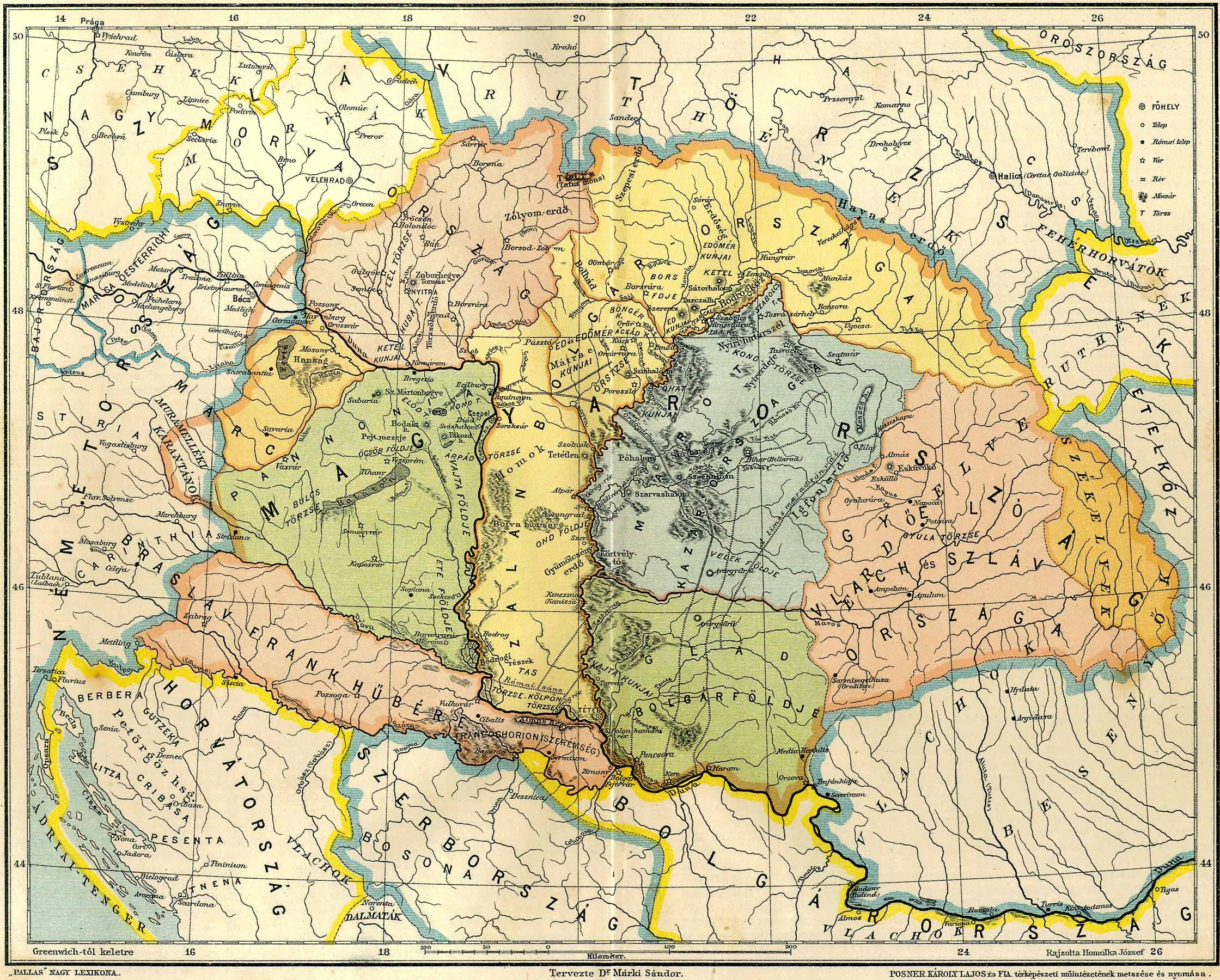
Blatenské knížectví zeleně vlevo na mapě vytvořené podle informací z Gesta Hungarorum

## Součásti knížectví
Předpokládá se, že Blatenské knížectví sestávalo z těchto celků:
- Blatenské knížectví – mezi Veszprémem a řekou Drávou
- Ptujské knížectví – v okolí města Ptuj
- Doudlebské knížectví – v okolí blíže neurčeného sídla Dudleipin (údajně u Murecku nebo Bad Radkersburgu) poblíž štýrského Leibnitz, jež zmiňuje listina z roku 891
- Možné Etgarovské knížectví mezi Klosterneuburgem a Kőszegem